# Krišľovce
Krišľovce est un village de Slovaquie situé dans la région de Prešov.

## Histoire
Première mention écrite du village en 1567.

## Démographie

### Évolution de la population
| Année:               | 1994. | 2004.    | 2014.    | 2024.    |
| -------------------- | ----- | -------- | -------- | -------- |
| Nombre de personnes: | 59    | 47       | 33       | 27       |
| Différence:          |       | -20,33 % | -29,78 % | -18,18 % |

| Année:               | 2023. | 2024.   |
| -------------------- | ----- | ------- |
| Nombre de personnes: | 28    | 27      |
| Différence:          |       | -3,57 % |